# 教育優先區
教育優先區（educational priority area，簡稱EPA），指被政府列為物質或經濟極為貧乏或不利，須優先予以改善，以利教育機會均等實現的地區。
教育優先區一詞首度出現於1967年的英國卜勞頓報告書（The Plowden Report）中。該報告書引用英國曼徹斯特大學（Manchaster University）威斯曼（Stephen Wiseman）教授一項研究結果指出：影響兒童學業成就之最主要因素為家庭環境，而且兒童年級愈低，則受環境因素影響愈大。因此該報告書建議英國政府：為避免物質或經濟貧乏、不利地區兒童在起跑線上立於劣勢，危害教育機會均等的理想，應積極介入改善這些地區學校之校舍與社區環境。
目前有許多國家有類似的政策與措施實施，雖名稱不一，但基本精神相仿。

## 世界各地執行現況

### 中華民國(台灣)
中華民國（台灣）政府為落實均衡城鄉教育發展，縮短地區性教育差距，自1995年起開始積極執行「教育優先區」工作，首先將地層下陷地區、地震震源區，山地離島區特別建造學校，至2007年仍在持續推動，惟補助對象已擴大，包括：
- 原住民學生比例偏高之學校。
- 低收入戶、隔代教養、單（寄）親家庭、親子年齡差距過大之學生比例偏高之學校。
- 國中生學習弱勢學生比率偏高之學校。
- 中途輟學率偏高之學校。
- 離島或偏遠交通不便之學校。

根據教育部國民及學前教育署106年度教育優先區計畫
資料來源:https://web.archive.org/web/20170319022448/http://www.gpes.cy.edu.tw/mediafile/1411/news/122/2016-9/2016-9-6-16-3-50-nf1.pdf

### 美國
- 補償教育（Compensatory Education）